# Риссле, Фабиан
Фабиан Риссле (нем. Fabian Rießle, род. 18 декабря 1990 года, Фрайбург-им-Брайсгау, Германия) — немецкий двоеборец, олимпийский чемпион 2018 года в командном первенстве, серебряный и бронзовый призёр Олимпийских игр в Сочи (2014), трёхкратный чемпион мира.